# Cantone di Abbeville-2
Il Cantone di Abbeville-2 è una divisione amministrativa dell'arrondissement di Abbeville.
È stato istituito a seguito della riforma dei cantoni del 2014, che è entrata in vigore con le elezioni dipartimentali del 2015.

## Composizione
Comprende parte della città di Abbeville e i comuni di:
- Acheux-en-Vimeu
- Arrest
- Béhen
- Boismont
- Bray-lès-Mareuil
- Cahon
- Cambron
- Eaucourt-sur-Somme
- Épagne-Épagnette
- Ercourt
- Estrébœuf
- Franleu
- Grébault-Mesnil
- Huchenneville
- Mareuil-Caubert
- Miannay
- Mons-Boubert
- Moyenneville
- Quesnoy-le-Montant
- Saigneville
- Saint-Valery-sur-Somme
- Tœufles
- Tours-en-Vimeu
- Yonval